# (73207) 2002 JJ19
(73207) 2002 JJ19 – planetoida z pasa głównego asteroid okrążająca Słońce w ciągu 3,49 lat w średniej odległości 2,3 j.a. Odkryta 7 maja 2002 roku.